# مسجد خیدیر
مسجد خیدیر (ترکی آذربایجانی: Xıdır məscidi) اثر باستانی دارای اهمیت ملی می‌باشد، که در بخش شهر قدیمی باکو، پایتخت جمهوری آذربایجان قرار دارد.

## تاریخ مسجد
مسجد خیدیر در سال ۱۳۰۱ میلادی، در خیابانی مملو از پله‌ها بنا شد. این امر نیز باعث زیبایی منحصر به فردی در طراحی ساختمان گردید. در سال ۱۹۸۸م. کاوش‌های باستان‌شناسی در طبقهٔ پایین قبهٔ سنگی و مرمت‌هایی روی سردر انجام شد. مسجد روی یک پرستشگاه آتش‌پرستی ساخته شده‌است.

## دربارهٔ مسجد
تقسیم نسبی نمای داخلی، روش‌های تلفیقی و مصالح سنگی با استفاده از منبت‌کاری حرفه‌ای به خوبی انجام شده و محرابی پر از آرایش‌های هنری، زیبایی ویژه ای به ساتخمان به ارمغان آورده‌است. تاج سنگی واقع در امتداد پیرامون بنای مسجد یکی از نشانگرهای به‌کارگیری سبک‌های ترکیبی شرقی در آن می‌باشد.

## نگارخانه

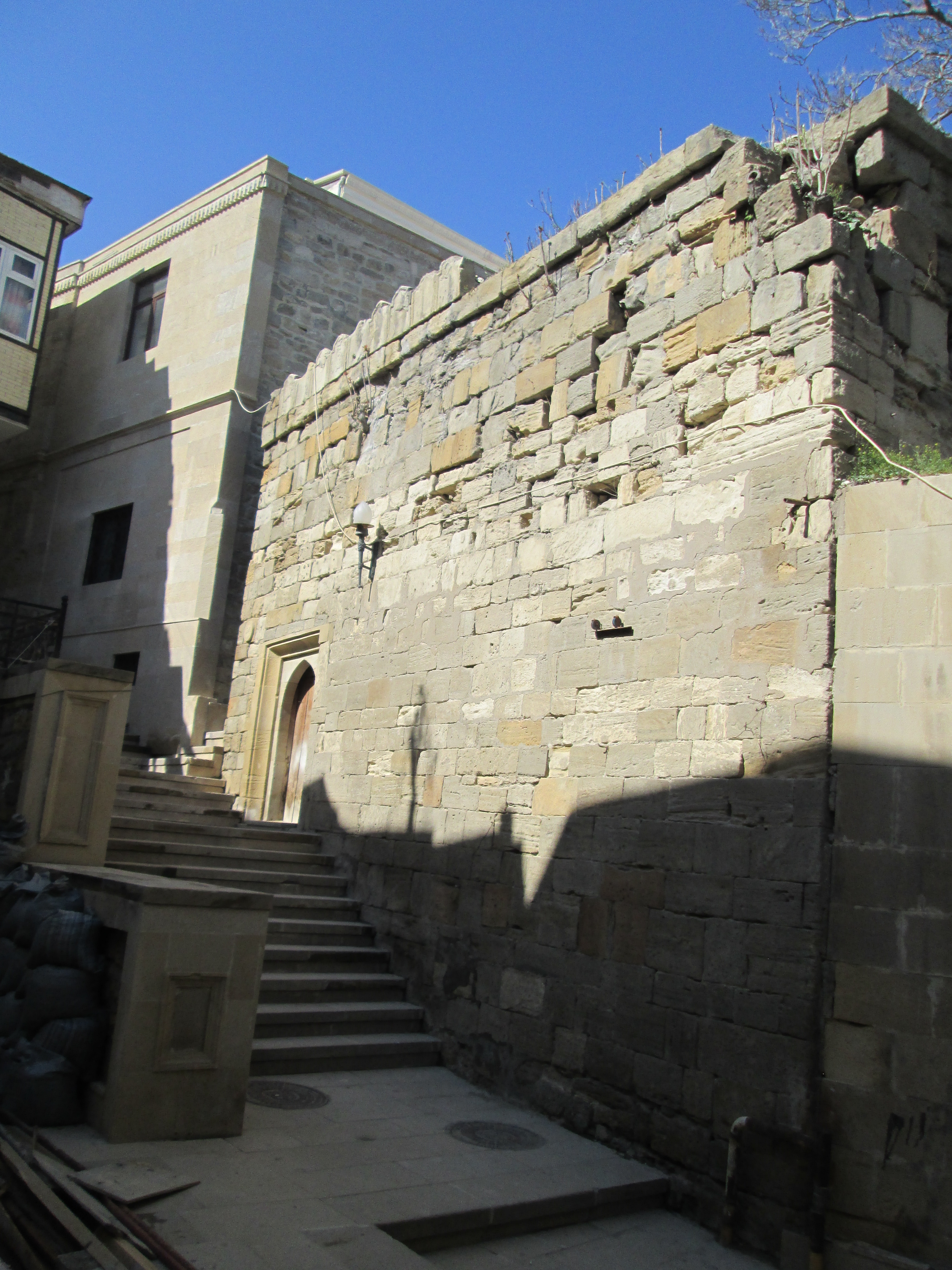
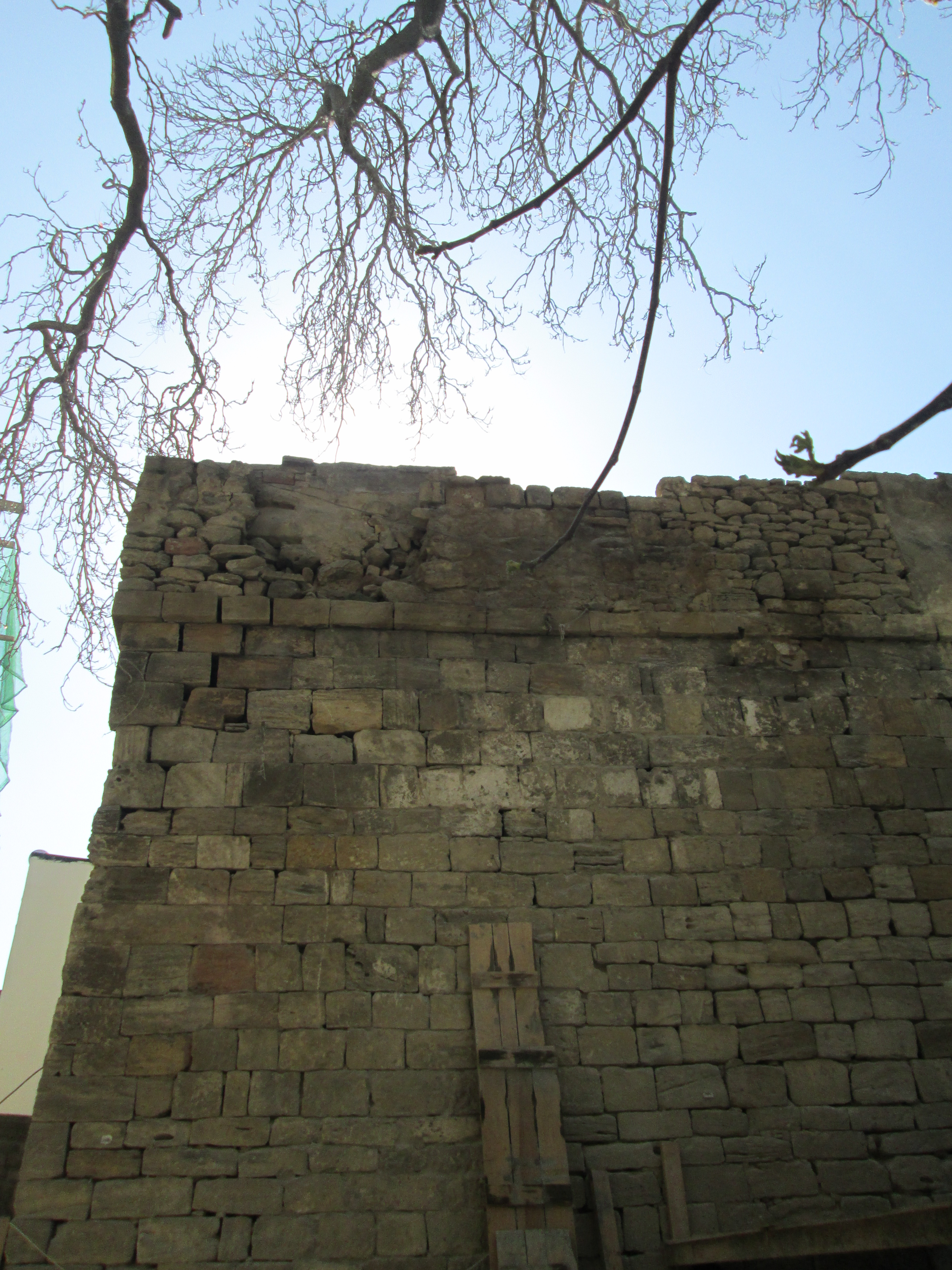
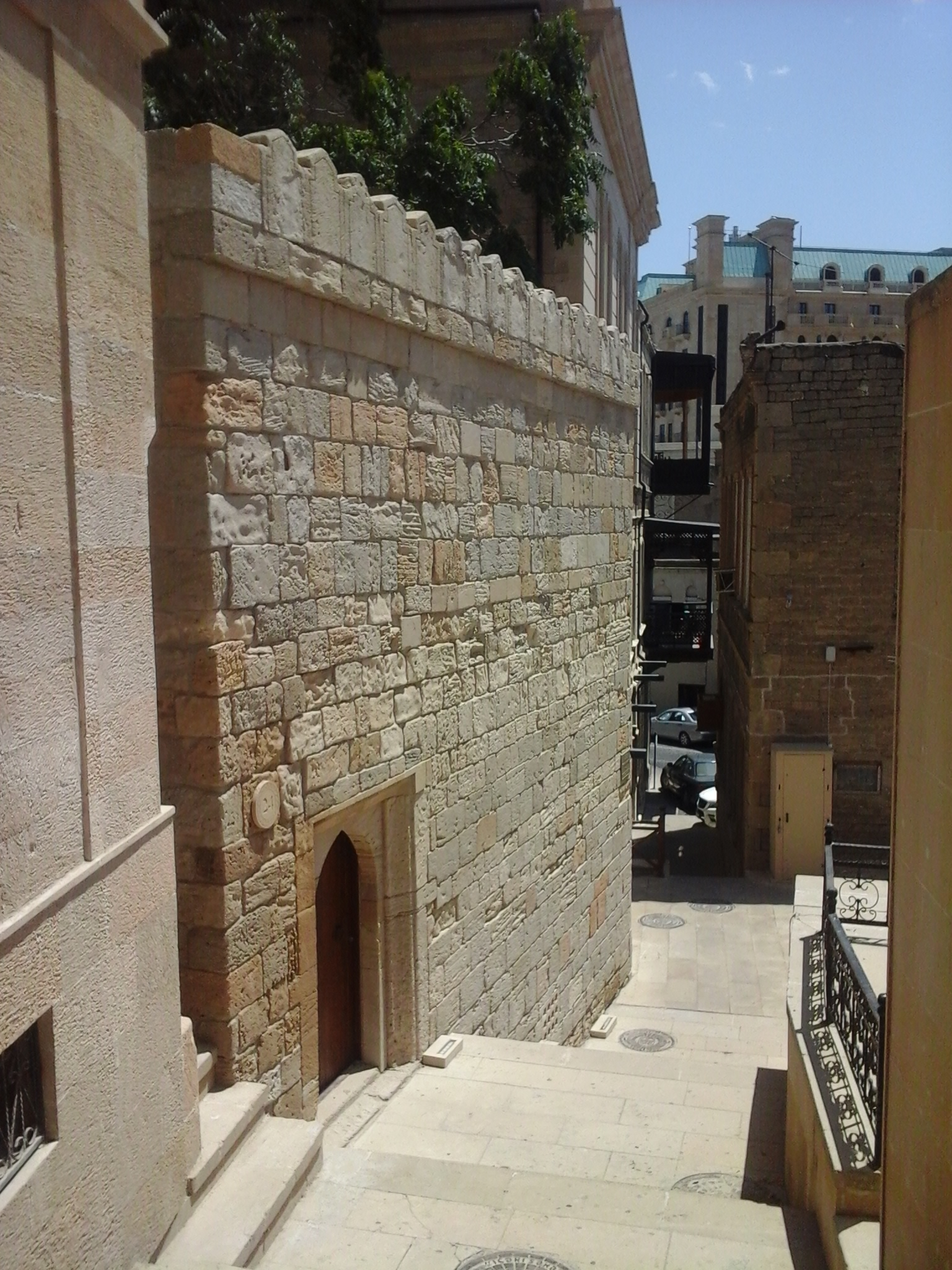
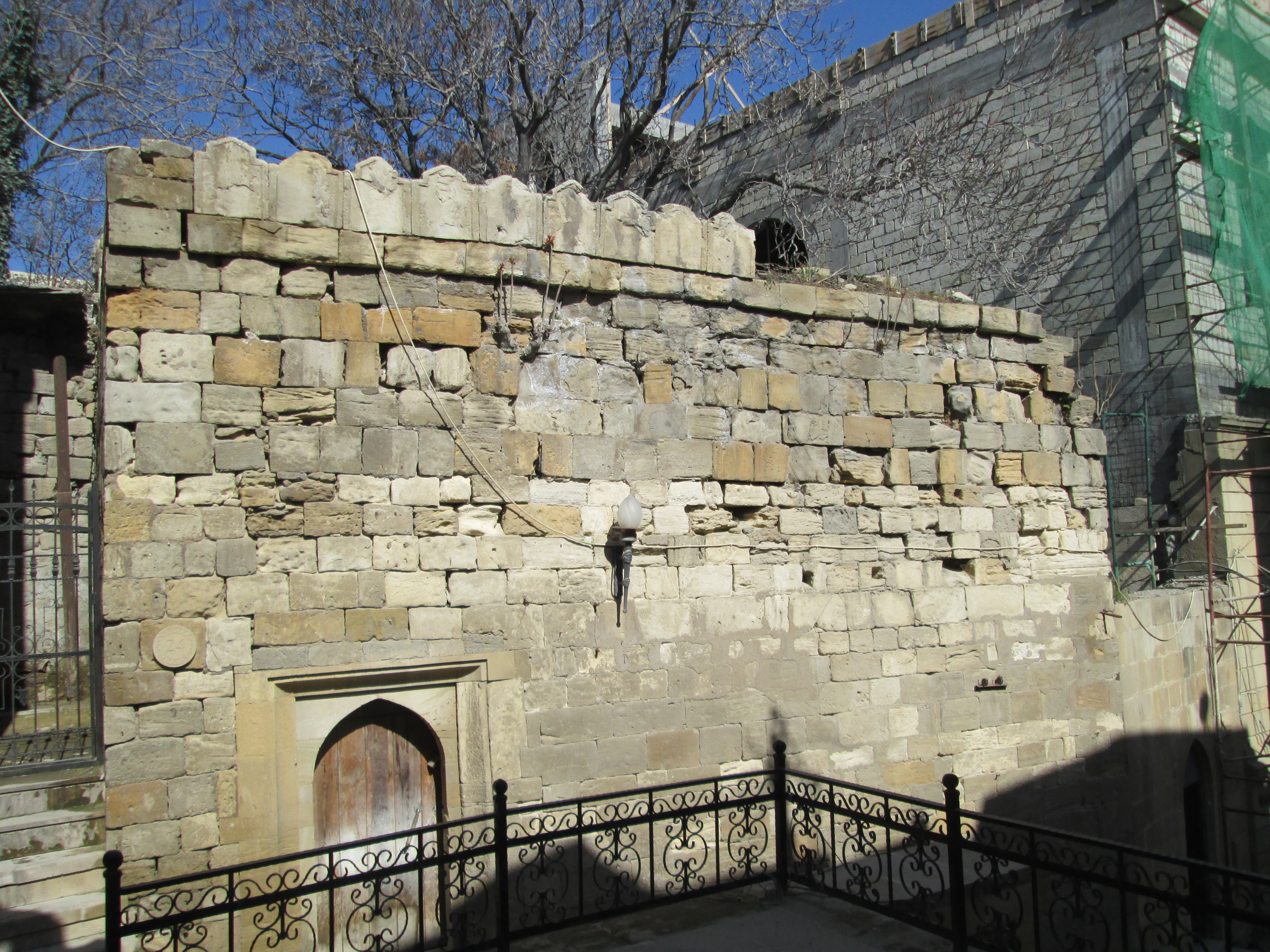
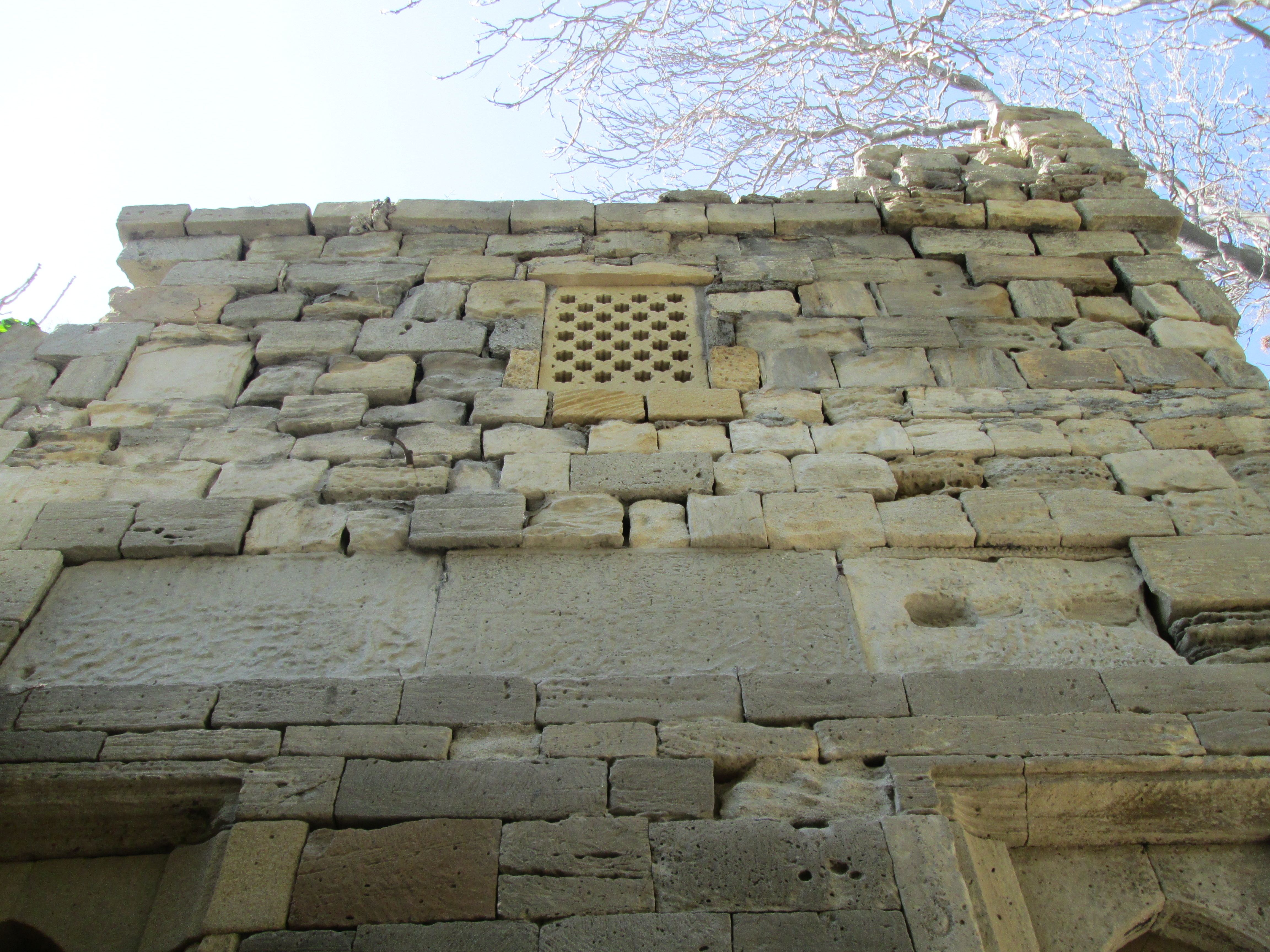
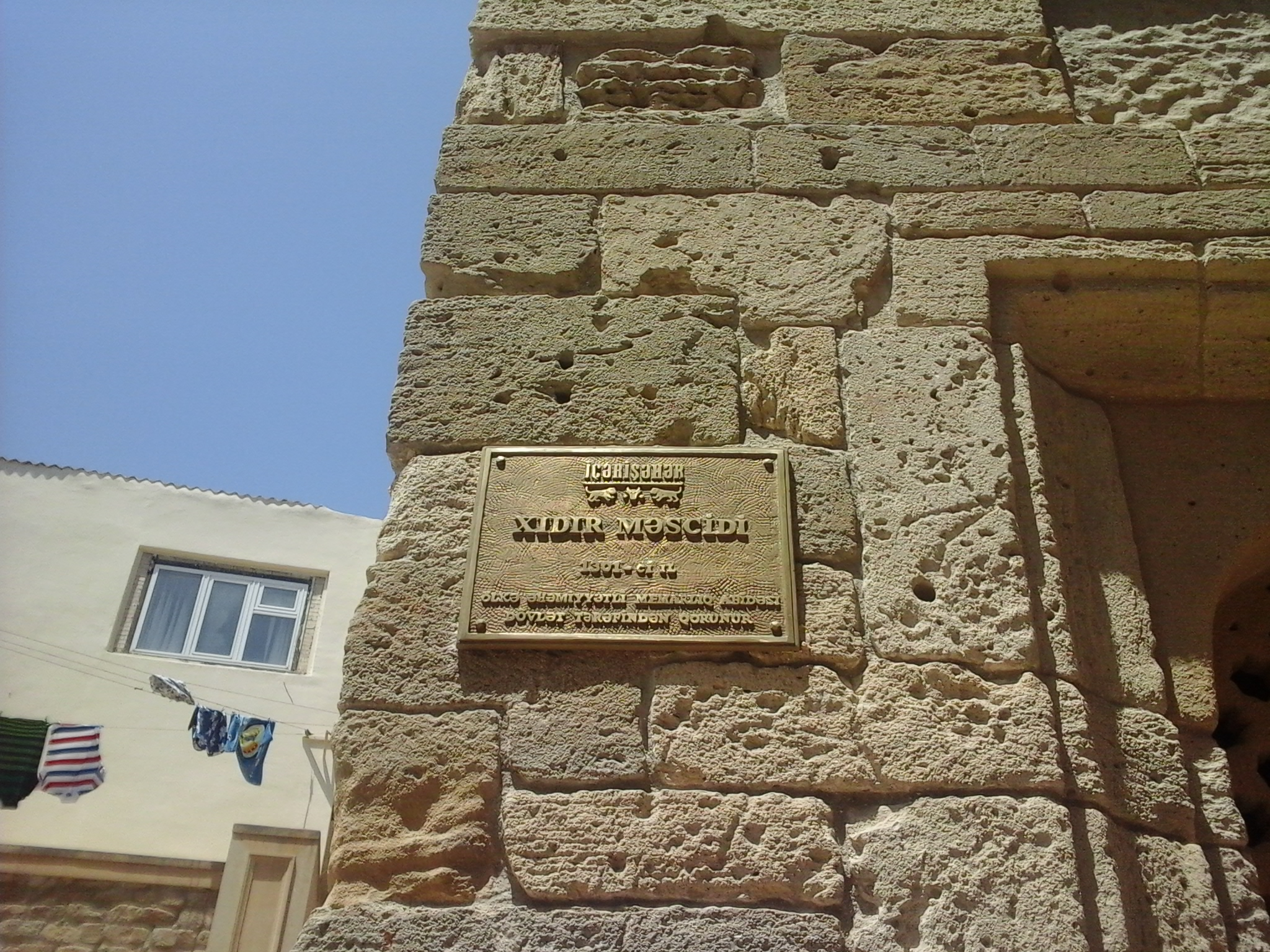
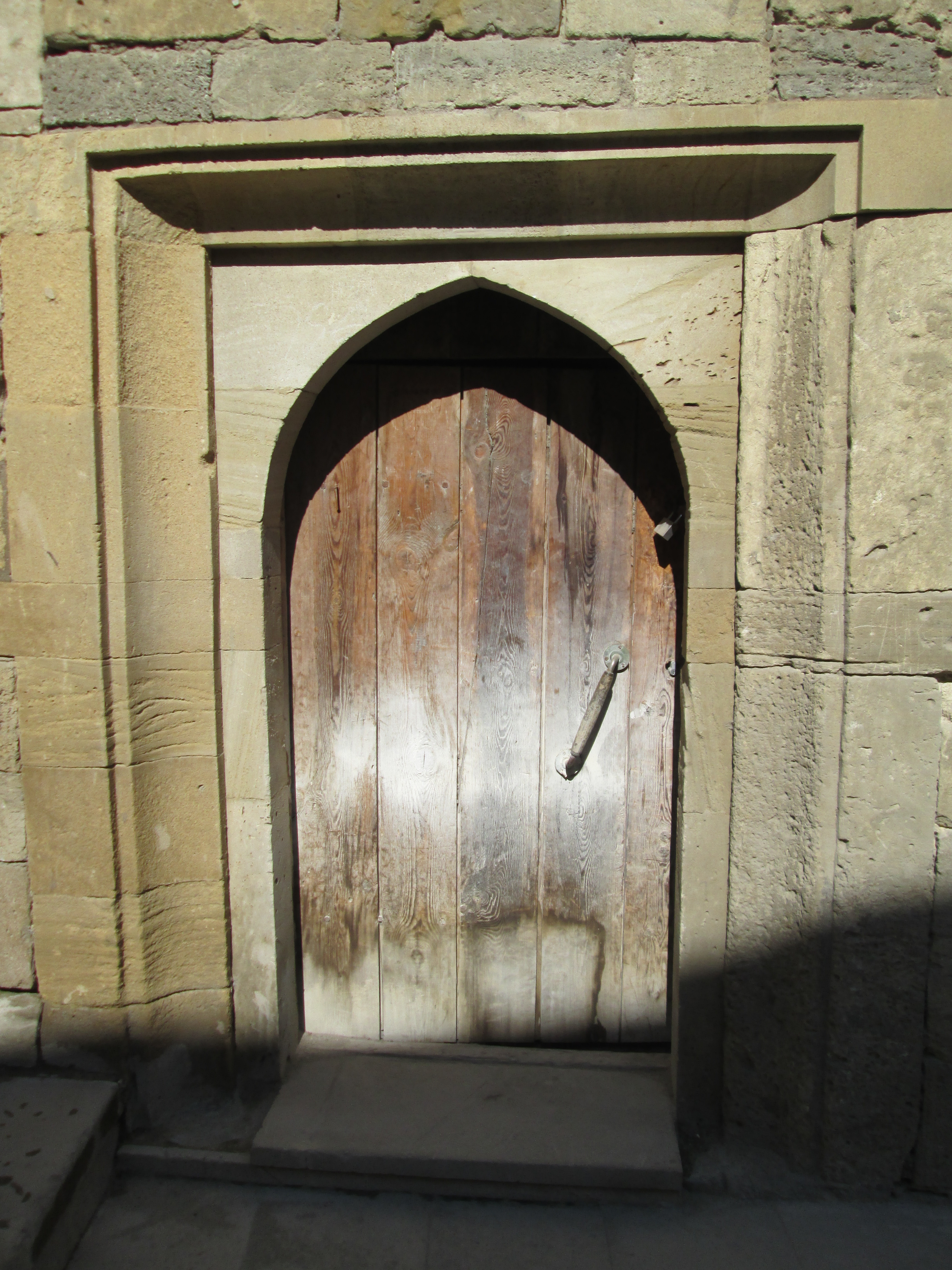
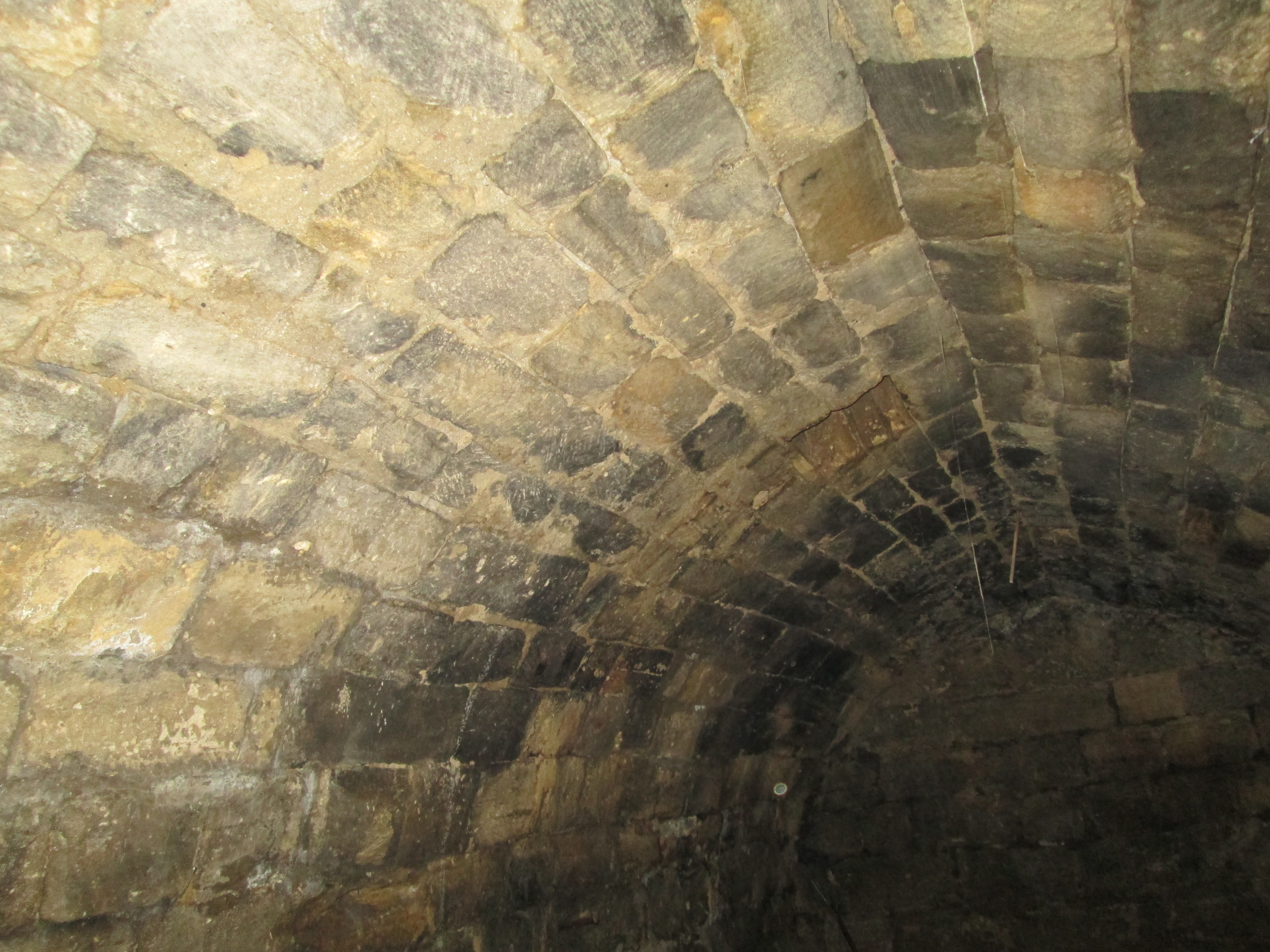